# 尿素降低率

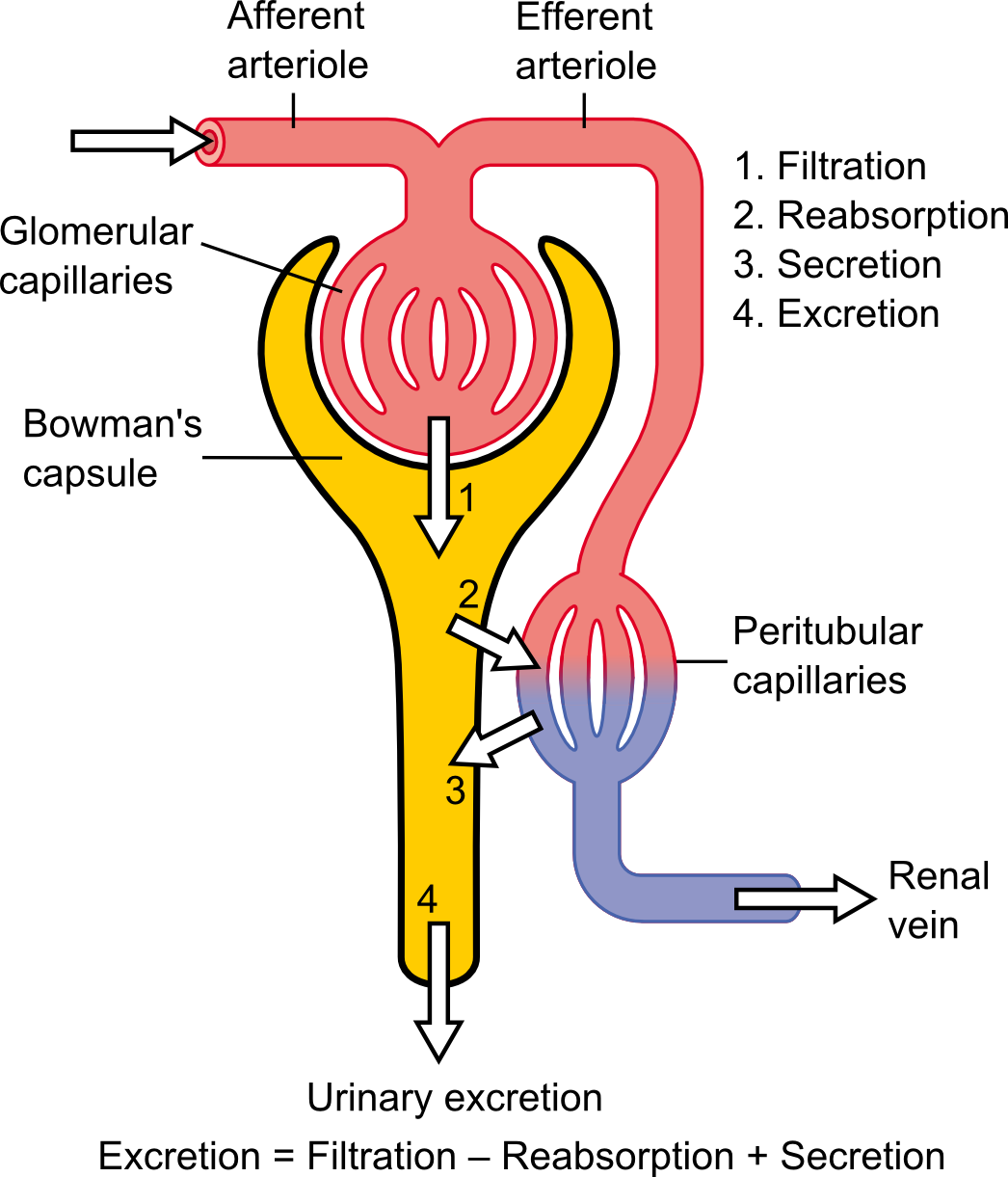
圖中顯示腎臟的基本生理機制。
1: 過濾，2: 再吸收，3: 分泌，4: 尿排泄。
〈(尿排泄率)4)〉=〈過濾速度(1)−再吸收率(2)+分泌率(3)〉

腎尿的生成及調節示意圖(分為五個大階段(由左至右):1.腎小體(藍色),2.近曲小管(棕色),3.亨利氏環(深淺兩小段綠色),4.遠曲小管(紫色),5.收集管系統(深紫色))

尿素降低率（urea reduction ratio (URR)）、尿素減少率)是用來量化透析治療充分度的無維度量。

## 定義
{\displaystyle URR={\frac {U_{pre}-U_{post}}{U_{pre}}}\times 100\%}
上述參數所代表的意義:
- Upre表透析前尿素的水平。
- Upost表透析後尿素的水平。

所述的URR被正式定義為尿素還原"比率"，在實踐中它被非正式地乘以100％、如上方程中所述，並以百分比表示。

## 歷史及概況
所述的URR首先由「勞里及路易斯」（Lowrie and Lew）在1991年普及作為透析量與相關患者預後的測量方法。這種方法由於其簡單性形成為非常有用的工具。它允許這種容易監測的透析療法遞送到個體患者、以及跨透析單位、單位集團、州、地區，或國家，因為每月透析前及透析後的尿素氮值會常規的測量。它也允許質量控制、改進措施以及監管。美國腎臟數據系統 （页面存档备份，存于）（USRDS）就URR值發布年度數據、傳遞到全美國各地的透析患者。ESRD網絡可以監控整個國家相關組織的療法。歐洲腎臟協會(ERA-EDTA)註冊 （页面存档备份，存于）涵蓋大部分的歐洲國家、以及DOPPS(透析預後實踐模式研究) （页面存档备份，存于）的記錄，並分析URR及從其它位於世界各國所選擇透析單位的數據。

## 關於Kt/V
在數學上，URR密切相關於Kt/V，且兩個量可以得自具有或多或少精確度的另一個項目，這取決於關於一個給定透析行程之附加信息可行性的量。
Kt/V為參考基準方法之一，以所給予的透析量進行測定。Kt/V、如URR一樣，著重於尿素作為目標溶質，且基於這樣的假設、除去尿素是由單一的空間 - 尿素分佈的容積，或 {\displaystyle V\,} 類似於總身體水的容量。尿素分佈的容積 {\displaystyle V\,}，雖然傳統上認為約60％的體重，實際上對於第V期(GFR < 15(毫升/分鐘))慢性肾脏病的女性患者可能接近50％的體重、在男性患者為55％。在透析期間{\displaystyle K\,}、尿素的清除率 (醫學)(Clearance (medicine))，可以表示為 {\displaystyle {\frac {ml}{min}}} 或 {\displaystyle {\frac {L}{hr}}}。
時間或 {\displaystyle t\,}，表示透析進行的持續時間，以分鐘或小時來測量。所以{\displaystyle K\cdot t}也表容積量，為 {\displaystyle {\frac {ml}{min}}\cdot min=ml}、或 {\displaystyle {\frac {L}{hr}}\cdot hr=L}，且在透析進行期間表示尿素血液<毫升/升>(ml/L)清除的體積。因為{\displaystyle V\,}也表容量，{\displaystyle {\frac {K\cdot t}{V}}}的比例具有 {\displaystyle {\frac {ml}{ml}}} 或 {\displaystyle {\frac {L}{L}}} 的維度，其成為"無維度"比例。 
基於一無尿素生成的固定體積下之尿移除率的簡化模型，再由以下關係式得知 ，{\displaystyle {\frac {K\cdot t}{V}}} 相關聯於 {\displaystyle URR\,}：
{\displaystyle {\frac {K\cdot t}{V}}=-ln(1-URR)}

事實上，由液透析過程中流體的去除的這種事實、而使得這種關係變得更加複雜一點 ，因此去除空間V 縮小，因為少量的尿素在透析進程中產生。所使用的這兩個因素使實際透析後血清尿素水平高於預期，而且URR比預期的更低，所有的情況發生於當以上方程極度簡化時。
介於URR與Kt/V之間的更精確的關係可以用"單室"(single-pool)，可變容量的尿素動力學建模來推導。也可使用一個簡化的估算公式。這給出了非常類似正式尿素建模的效果，只要透析治療的持續時間介於<2-6>小時、及Kt/V值介於<0.7>和<2.0>之間。
{\displaystyle {\frac {K\cdot t}{V}}=-ln((1-URR)-0.008\cdot t)+(4-3.5(1-URR))\cdot {\frac {0.55\cdot UF}{V}}}
{\displaystyle (0.008\cdot t)}的項目為透析持續時間(t)的函數，並調整為透析進程中的尿素產生量。方程的第二項、{\displaystyle (4-3.5(1-URR))\cdot {\frac {0.55\cdot UF}{V}}}是以經由容量收縮從身體所清除的附加尿素而調整。
因為{\displaystyle {\frac {0.55\cdot UF}{V}}}可以近似{\displaystyle {\frac {UF}{W}}}，其中<UF=超濾移除>在透析過程中(治療期間的體重遺失估計)、及<W=透析後體重>，且因為每週3次的透析進程通常每次約<3.5小時>長，上述方程可以簡化為：
{\displaystyle {\frac {K\cdot t}{V}}=-ln((1-URR)-0.03)+(4-3.5(1-URR))\cdot {\frac {UF}{W}}}

## Kt/V及URR列線圖
代替這些方程，列線圖可以容易地在URR臨床實踐中用於Kt/V估計。使用列線圖，人們需要知道透析後重量(W)，以及透析期間(UF)體重(流體)的損失量。第一，在垂直軸上發現URR，然後經移動到適當的等值線(曲線)，這取決於透析過程中體重的損失量(UF/W)。然後下降到水平軸來，以讀出Kt/V的值：

## URR對Kt/V的限制
URR設計用於測量所給予的透析量，且在尿素透析的清除率(Clearance (medicine))大大的超過尿素生成率的量時。在連續的血液透析或腹膜透析，例如有相當量的透析在進行時，但尿素水平在尿毒症的初始治療後仍然大致恆定，所以URR值基本上是零。在長期緩慢的整夜透析、如果簡化方程在使用，在漫長的透析期間由於尿素的生成、URR也會低估透析量 。出於這個原因，在動力模擬的Kt/V總是被推薦為最佳透析充分性的措施。即使是來自正規建模的KT/V值，主要是基於URR，並使其包含在交付的透析數據量很少的附加信息。由於URR及和KT/V是如此密切的關係，他們的預測能力就患者的預後方面而言是相似的。但是，一般Kt/V及尿素建模的使用允許用於比較預期之透析預測劑量，它可用於分析透析治療及透析器清除率，與排除故障和質量控制活動。此外，KT/ V允許尿素生成速率的計算，可提供有關患者蛋白質攝入量的線索。

## URR方面微校足夠劑量
標準的<3x/週>(3x/week)的血液透析療程，65％的URR被認為是可接受的最低劑量，對應於最小量的Kt/V<1.2>。當透析一周頻繁的超過三次，最小可接受的URR值會較低；因為一周內如果給予更多的透析治療，每次透析治療的劑量並不需要那樣的多。URR(及Kt/V)的最小可接受值在擁有大量的殘餘腎功能的患者身上也可以減少。

## 外部連結
- Hemodialysis Dose and Adequacy - a description of URR and Kt/V from the Kidney and Urologic Diseases Clearinghouse.

### 計算器
- Kt/V calculator （页面存档备份，存于） - (estimating equation) Medindia （页面存档备份，存于）
- Kt/V calculator - (Full kinetic model)  hdcn.com